# Martin Müller (wielrenner)
Martin Müller (Forst (Lausitz), 5 april 1974) is een voormalig Duits wielrenner.

## Belangrijkste overwinningen
1992
- Duits Kampioenschap op de weg, Junioren

1997
- 7e etappe deel a Ronde van Rijnland-Palts

2003
- Kassel-Edermünde

2004
- City Night Rhede derny "2"

## Resultaten in voornaamste wedstrijden
| Jaar | Ronde van Italië | Ronde van Frankrijk | Ronde van Spanje |
| ---- | ---------------- | ------------------- | ---------------- |
| 1998 |                  |                     |                  |
| 2006 |                  |                     |                  |
| 2007 | 130e             |                     | 115e             |
| 2008 |                  | 105e                |                  |
| 2009 | 161e             |                     |                  |

| Jaar | Gent-Wevelgem | Parijs-Roubaix |  | Wereldranglijsten |
| ---- | ------------- | -------------- |  | ----------------- |
| 1998 | 122e          |                |  |                   |
| 2006 |               | 46e            |  |                   |
| 2007 |               |                |  | 135e (UPT)        |
| 2008 | 49e           | 72e            |  |                   |
| 2009 |               |                |  |                   |